# 皇嘉門院別当

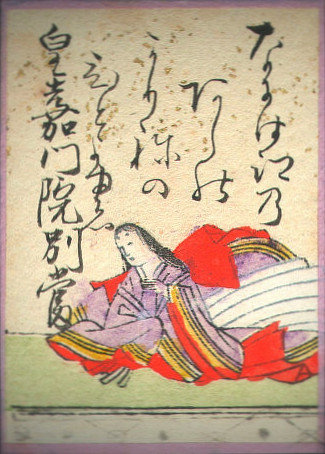
皇嘉門院別当

皇嘉門院別当（こうかもんいんのべっとう:生没年不詳）は、平安時代末期の女流歌人。父は源俊隆。大蔵卿源師隆の孫にあたる。
崇徳天皇の中宮皇嘉門院藤原聖子（摂政藤原忠通の娘）に仕えた。皇嘉門院聖子が忠通の子で兼実の姉であることから、1175年（安元元年）の『右大臣兼実家歌合』や1178年（治承2年）の『右大臣家百首』など、兼実に関係する歌の場に歌を残している。1182年（養和元年）皇嘉門院聖子が没したときにはすでに出家していた。
『千載和歌集』以下の勅撰和歌集に入集している。小倉百人一首から